# Neoseiulella tiliarum
Neoseiulella tiliarum är en spindeldjursart som först beskrevs av Oudemans 1930.  Neoseiulella tiliarum ingår i släktet Neoseiulella och familjen Phytoseiidae. Inga underarter finns listade i Catalogue of Life.